# 富良野西岳
富良野西岳（ふらのにしだけ）は、北海道の富良野市にある標高1,330.9mの山である。山頂には一等三角点「下富良野」が設置されている。北海道百名山の一つである。

## 概要
夕張山地北部に位置する山で、山頂南東側が崖になっている山容は山麓の富良野市からも際立つ。北にある北の峰（1,084m）の東側斜面は富良野スキー場になっている。スキー場では富良野ロープウェーが運行されており、冬期はスキー場として利用され、夏期は富良野西岳の登山に利用できる。
毎年9月には富良野トレイルランが開催されている。コースは29km・10km・ファミリーアドベンチャー（5km）の3種類がある。29kmは累積標高2,000mを越える険しいコースで、山麓から富良野西岳山頂を登った後周回し下山、再度富良野スキー場を登っては下山する。10kmは富良野西岳山頂へは行かないが富良野スキー場を周回するコースで、全区間29kmコースと重複する。ファミリーアドベンチャーコースはスタート地点から富良野スキー場の富良野ゾーン山麓で折り返し戻る全長5kmの短いコースである。
山名は富良野市の西側にあることに由来するとされるが、昔はポンアシベツ岳と呼ばれていたようで、富良野市側からは芦別岳方向に見えた鋭鋒としてアイヌ語の「ポン（小さい）」をつけた山名で呼ばれていたと考えられている。

## 登山
四線川沿いを登るコースやスキー場のゲレンデを登るコースなど登山道は複数ある。富良野ロープウェーを使えば稜線付近から始めることもできる。